# مینداوگاس اوماراس
مینداوگاس اوماراس (انگلیسی: Mindaugas Umaras؛ زادهٔ ۱ ژوئیهٔ ۱۹۶۸) دوچرخه‌سوار اهل لیتوانی است.
وی در مسابقات کشوری و بین‌المللی در مجموع برندهٔ ۱ مدال طلا شده‌است.